# 馬薩斯·利奧爾·斯卡瑪尼斯

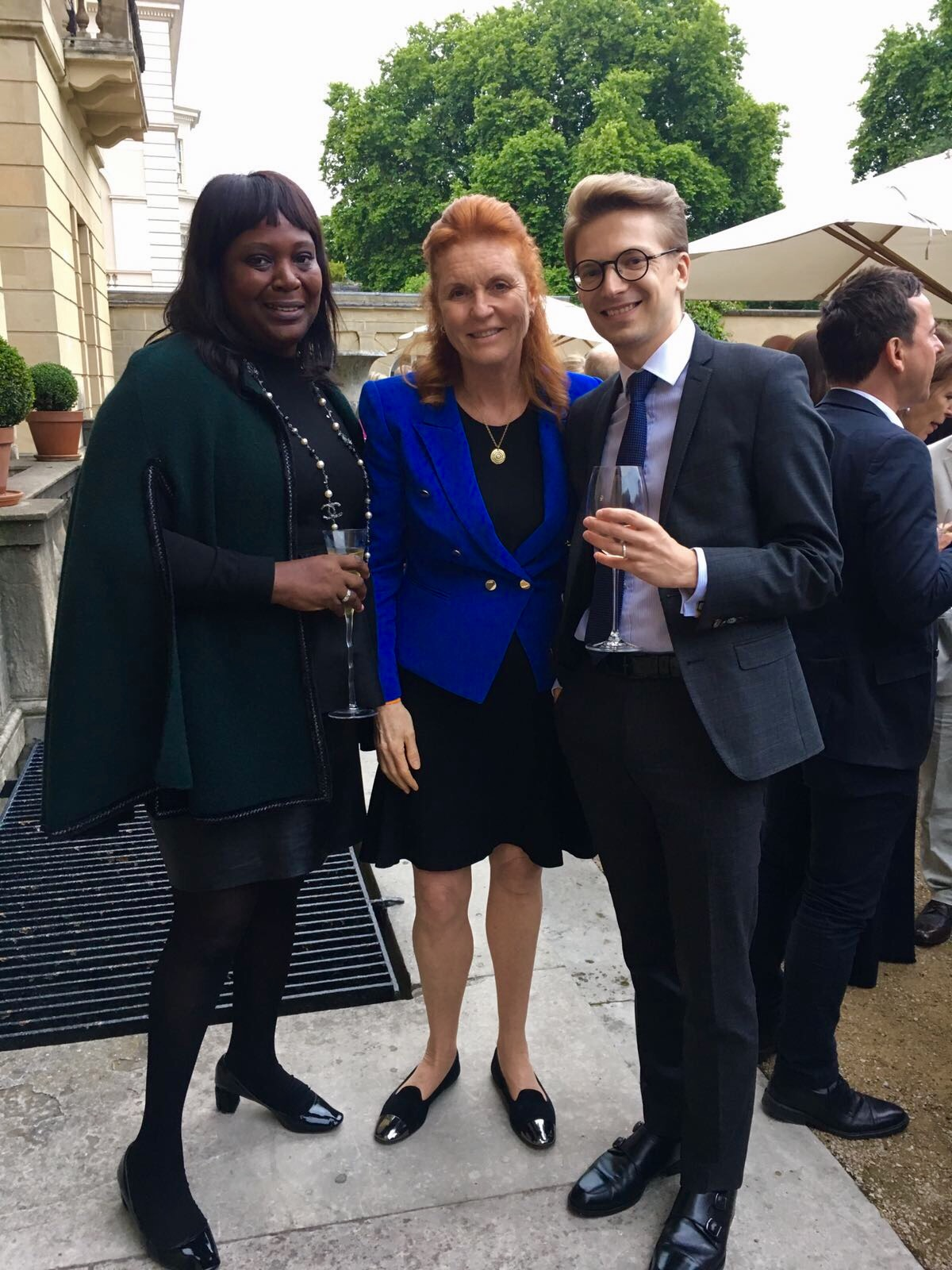
2017年，馬薩斯與約克公爵夫人莎拉在於倫敦蘭開斯特府合照

馬薩斯·利奥尔·斯卡瑪尼斯，FRSA（Marcis Liors Skadmanis，1984年5月29日—）是一名生於拉脫維亞的英國社會企業家、人道主義者，亦是於每年2月27日紀念的世界非政府組織日的創立人。 今日，世界非政府組織日已於地球上六大洲上的89個國家被官方承認。2017年，馬薩斯受皇家文藝學會頒授皇家藝術學院院士頭銜 (FRSA)。

## 生平
馬薩斯是五兄妹中的大哥，在1984年5月29日於拉脫維亞的首都里加出生。 他的父親也尼斯．斯卡瑪尼斯與最小的妹妹丁娜．斯卡瑪尼斯，雙雙喪命於2013年11月21日於里加的Zolitūde商場的屋頂倒塌意外中。
2013年，馬薩斯榮獲第九屆拉脫維亞環保項目奧林匹克金獎，這個獎項始創於1995年，於拉脫維亞每年舉行。早在2003年，馬薩斯於土耳其伊斯坦堡進行的第十一屆國際科學奧林匹克獲得文憑，這項年度比賽與環境保護和持續性有關。除此以外，他在23歲之齡獲得促進平等機會的貢獻，獲得了社區共融獎，並仍然是該獎項的最年輕得主紀錄保持者。
2008年，Marcis畢業托里巴大學法律系，分別取得法律學學士(LL.B.)並法律學碩士(LL.M.) 學位；除此以外，他亦持有工商管理證書。
2016年，因他對國際關係和跨國經濟商業發展的出色貢獻，馬薩斯獲托里巴大學頒授名譽學位。

## 國際紀念日
2009年，在全球及歐元區陷入金融危機之時，24歲的馬薩斯決意改善全球市民的生活質素，因而創辦「世界非政府組織日」。設立這個國際紀念日的目的，是為了承認非政治組織的重要性，並向社會及全球大眾認可它們的價值。於2010年的波羅的海非政府組織論壇，「世界非政府組織日」由12個成員國獲得通過及正式承認。一年之後，高級時裝品牌MCM集團創始人金聖珠 (Sung-Joo Kim) 擔任世界非政府組織日的親善大使。
2012年3月，馬薩斯為了更進一步推行世界非政府組織日，不但聯合國教科文組織及英國駐芬蘭大使館舉行基本簡介日，亦於英國下儀院舉行圓桌會議。同年9月，馬薩斯於英國上議院舉行首次世界非政府組織日領袖會議。  
2013年11月21日，Zolitūde商場發生屋頂倒塌意外，釀成54人死亡；馬薩斯於此意外中失去了摯愛的父親和妹妹。這場意外發生的時候，距離世界非政府組織日成為官方紀念儀式僅有三個月的時間。
於2014年2月27日，歐盟、北歐理事會、聯合國、聯合國教科文組織、數百個非政府組織以及國際領袖聚首於芬蘭首都赫爾辛基，於芬蘭外交部的主持之下，共同見證及慶祝國際非政府組織日成立。 
由2010年至2018年，慶祝國際非政府組織日的國家已多達89個，散佈於六大洲，由澳洲、新西蘭至北美、南美洲，集合來自各界的支持者，他們包括來自非組府組織的成員、國際政府的領袖、私人機構、社區、還有在不同領域上的教師、學生和專家。

## 其他活動
馬薩斯致力於支持非政府組織和慈善機構，而且在新世代中推廣非政府工作。他不息地發掘創新的科技及數碼藝術，旨在協助非政府組織和機構於國際上競爭上游；這些機構包括孟加拉的BRAC、亞洲國際平等貿易組織及美國公眾利益組織。